# Xénophon de Cos
Pour les articles homonymes, voir Xénophon (homonymie) et Cos.
Caius Stertinius Xénophon (Caios Stertinios Xenophon) de Cos (-10 - 54) fut un des plus remarquables médecins de la Rome antique.

## Famille
Médecin de la famille des Asclépiades, il est le fils d'Hèrakleitos et de Claudia Edeia (Klaudia Hédeia), son oncle maternel est Tiberius Claudius Philinos (Tiberios Klaudios Philinos), son cognomen, lui vient de son grand-père maternel, un certain Xénophon. On lui connait un frère, Tiberius Claudius Cléonymos (Tiberios Klaudios Kléonymos), époux de Phoibé.
De son mariage avec Baibia Rouphina, fille d'un Caius, il a probablement eu des enfants car ont connait des notables qui se réclament de lui.

## Biographie
Son frère s’était établi médecin à Rome, y avait reçu le droit de cité sous le nom de Quintus Stertinius et y avait gagné des sommes considérables. L’empereur Caligula obtint qu’il renonçât à sa clientèle pour devenir médecin impérial. Il appela alors à la cour son frère Xénophon qui, sous le nom de G. Stertinius, devint le médecin de l’empereur Claude. Quintus et son frère, arrivés à l’opulence, construisirent de beaux monuments à Naples. Quintus mourut sans héritier. Xénophon devint chevalier, accompagna Claude en 43 en Bretagne comme tribun militaire et préfet. Il reçut, à l'occasion du triomphe britannique en 44, les distinctions honorifiques de corona aurea et hasta pura.
Influent auprès de Claude, Xénophon obtint le droit de cité pour son oncle Philinos de Cos, son frère Cléonyme et sa belle-sœur Phœbé ; les deux hommes furent aussi nommés tribuns militaires. D’ailleurs, il ne s’oublia pas lui-même : Claude appréciait ses connaissances littéraires et le nomma secrétaire pour les affaires grecques. Il n’oublia pas non plus sa patrie et s’efforça d’assurer à l’île de Cos, par l’intermédiaire de son frère Cléonyme, les bienfaits de la munificence impériale.
Xénophon possédait à Rome, sur le Caelius, une maison dont on a retrouvé des traces. Médecin à la fois de Claude et d’Agrippine, il contribua, de concert avec l’impératrice, à faire disparaître l’empereur. En récompense de ce service, il reçut une forte récompense, puis il alla s’établir à Cos, où il joua le rôle de grand bienfaiteur et fut comblé de tous les honneurs publics. Il est probable qu’il mourut sans enfants comme son frère ; d’après Pline l'Ancien, il laissa à ses héritiers (sans doute Cléonyme et ses enfants) la somme de trente millions de sesterces.

## Source
- Le Dictionnaire des Antiquités grecques et romaines de Daremberg et Saglio